# نبع السكر
نبع السكر، نبع يقع في أعالي جرود الضنية اللبنانية. وهو أحد منابع نهر البارد.

## المنبع
ينبع من أسفل جبال الأربعين، في جرود بلدتي بقرصونا ونمرين، وتصب مياه نبع السكر المتدفقة نحو وادي بلدة عيون السمك في البحيرة المعروفة ب (ببحيرة عيون السمك) ومنها تجري المياه لتتوحد مع روافد نهر البارد.

يقع النبع على ارتفاع 1987 مترا، ويعتبر أعلى نبع في لبنان.

## الناحية الإقتصادية
بعد اجتيازه بلدتي بقرصونا ونمرين، يغذي النبع أقنية الري وخزانات مياه الشفة، كونه يعد أحد أبرز مصادر مياه الري والشفة في الضنية، حيث يروي ما يقارب 36 قرية ويتميز. 

ويقام حاليا سد بريصا في اعالي خراج بقرصونا وهذا السد المائي الضخم هو ثالث أكبر سد في لبنان بعد سد القرعون وسد شبروح ويتوقع ان يسد حاجة قضاء الضنية من مياه الري كافة.